# Galarina (pomme)
Pour les articles homonymes, voir Galarina.
Galarina est un cultivar de pommier domestique.

## Origine
INRA, France.

## Description
Tout comme la Delbardivine, c'est une Gala rendue par hybridation résistante aux races communes de tavelure. Maturité fin septembre début octobre au Québec.

## Parenté
Cultivar obtenu par croisement naturel : Gala x Florina.

## Maladie
- Tavelure : gène Vf de résistance aux races communes de tavelure.

## Culture
Variété testée notamment au Canada.